# Politbyrån i Kinas kommunistiska parti

Kinas kommunistiska partis fana

Politbyrån i Kinas kommunistiska parti (中国共产党中央政治局 pinyin: Zhōngguó Gòngchǎndǎng Zhōngyāng Zhèngzhìjú), fram till 1927 kallad Centralbyrån (中央局), är en grupp på 19 till 25 personer som har uppsikt över Kinas kommunistiska parti och är formellt dess verkställande organ. Till skillnad från politbyråer i andra kommunistpartier är den politiska makten i politbyrån centraliserad till Politbyråns ständiga utskott. Politbyrån utnämns nominellt av Centralkommittén i Kinas kommunistiska parti, men i praktiken har politbyrån varit självrekryterande.
Politbyråns makt sammanhänger i hög grad med att dess medlemmar samtidig innehar nyckelpositioner i Folkrepubliken Kinas statsapparat och utövar personlig kontroll över de väsentliga posterna. Dessutom har några ledamöter av politbyrån betydliga regionala maktbaser. 
Hur politbyrån organiserar sitt arbete internt är oklart, men det förefaller som att den fullständiga politbyrån sammanträder varje månad och dess ständiga utskott varje vecka. Dagordningen verkar kontrolleras av partiets generalsekreterare och besluten fattas genom konsensus snarare än genom omröstning.
Under det tidiga 1980-talet hamnade politbyrån något i skuggan av partisekretariatet under Hu Yaobang, men återfick sin ställning efter Hus avgång 1987.
Politbyrån domineras av hankinesiska män, medan kvinnor och etniska minoriteter är starkt underrepresenterade. I den nuvarande politbyrån (2012) finns inga och ingen ledamot tillhör någon etnisk minoritet. Bara en handfull ledamöter från etniska minoriteter har under åren tjänstgjort i politbyrån, bland dem mongolen Ulanhu, som satt mellan 1977 och 1987, Wei Guoqing (zhuang, 1973-87) och Hui Liangyu (huikines, 2002-12).

## Ledamöter i den 20:e politbyrån (vald den 22 oktober 2022)

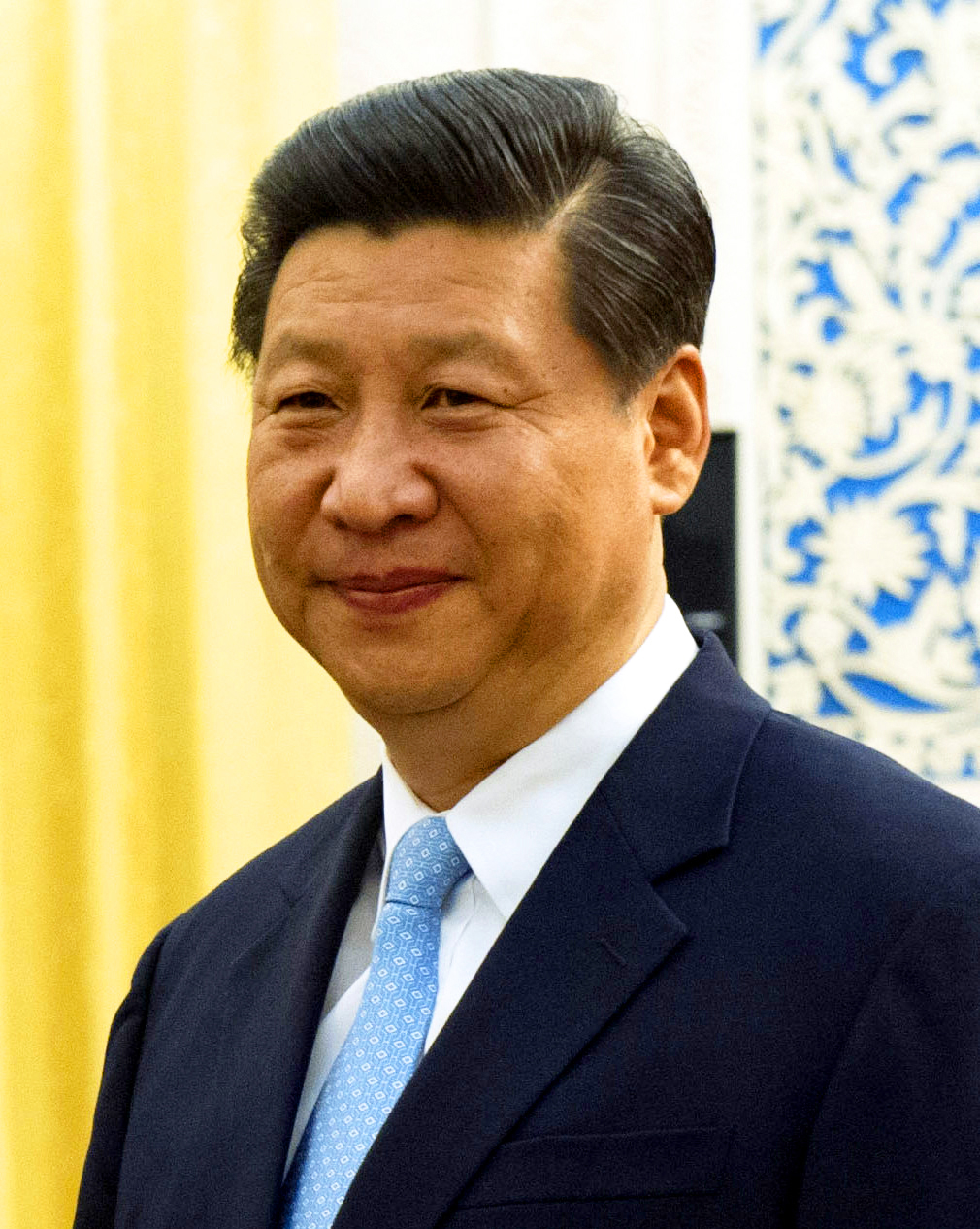
Xi Jinping.

I alfabetisk ordningsföljd, ledamöter i det ständiga utskottet är markerade med kursiv stil:
1. Cai Qi, förste sekreterare i sekretariatet för Kinas kommunistiska parti.
2. Chen Jining, partichef i Shanghai;
3. Chen Min'er, partichef i Tianjin;
4. Chen Wenqing, chef för partiets centrala politiska och rättsliga kommission;
5. Ding Xuexiang, förste vice premiärminister i Folkrepubliken Kinas statsråd;
6. He Lifeng, andre vice premiärminister;
7. He Weidong, vice ordförande i kommunistpartiets centrala militärkommission;
8. Huang Kunming, partichef i Guangdong;
9. Li Ganjie, tillträdande chef för centralkommitténs organisationsavdelning;[2]
10. Li Hongzhong, förste vice ordförande i Nationella folkkongressens ständiga utskott;
11. Li Qiang, partisekreterare i Folkrepubliken Kinas statsråd och premiärminister;[2]
12. Li Shulei, propagandachef;
13. Li Xi, chef för centrala kommissionen för disciplininspektion;
14. Liu Guozhong, fjärde vice premiärminister;
15. Ma Xingrui, partichef i Xinjiang;
16. Shi Taifeng, chef för centrala avdelningen för enhetsfronten;
17. Wang Huning, ordförande i Kinesiska folkets politiskt rådgivande konferens;[2]
18. Wang Yi, ordförande i partiets centrala kommission för utrikespolitik;
19. Xi Jinping, generalsekreterare för Kinas kommunistiska parti, Folkrepubliken Kinas president, ordförande i centrala militärkommissionen;
20. Yin Li, partichef i Peking;
21. Yuan Jiajun, partichef i Chongqing;
22. Zhang Guoqing, tredje vice premiärminister;
23. Zhang Youxia, vice ordförande i kommunistpartiets centrala militärkommission;
24. Zhao Leji, ordförande i Nationella folkkongressens ständiga utskott.[2]

## Ledamöter i den 19:e politbyrån (2017-2022)

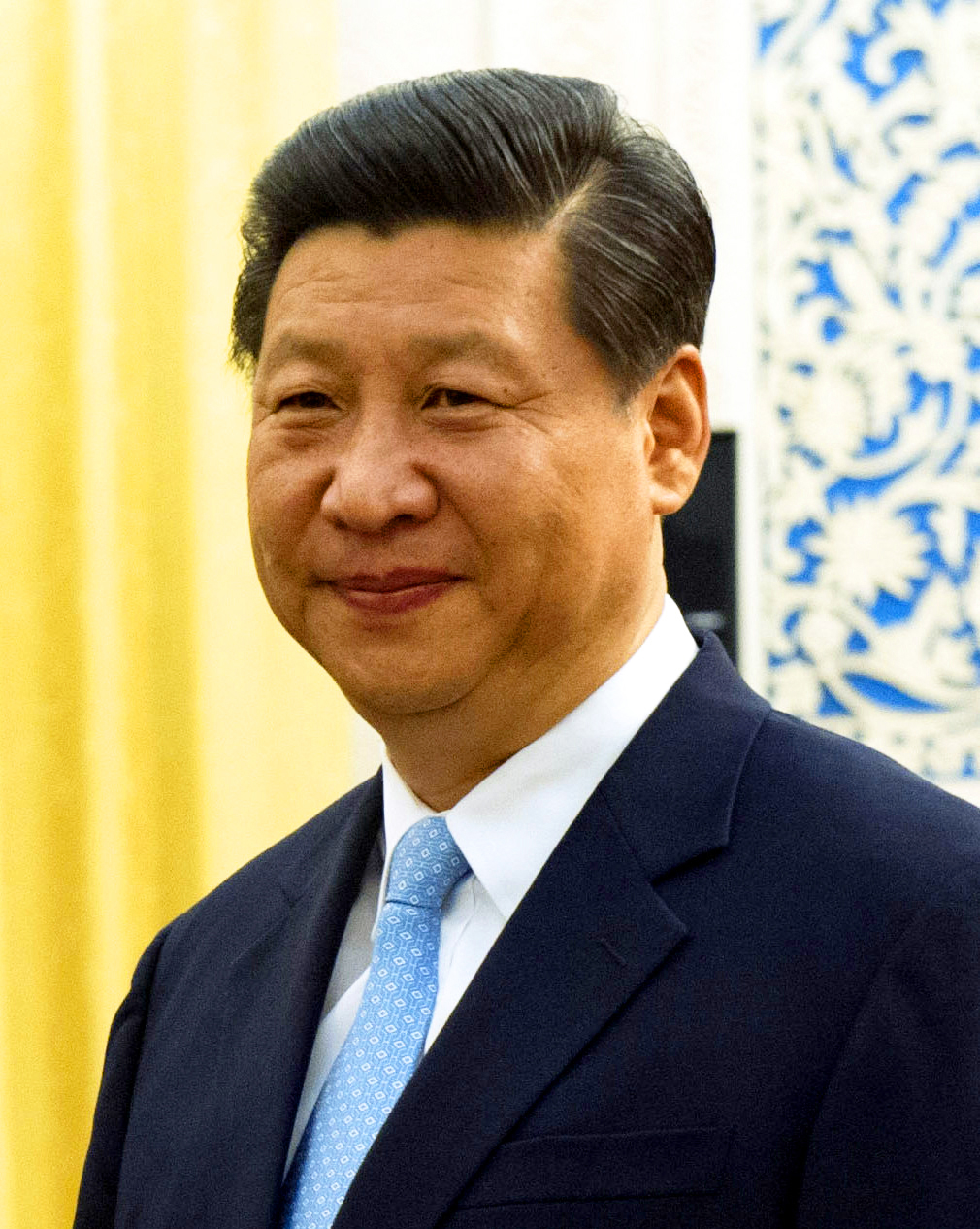
Xi Jinping.

I alfabetisk ordningsföljd, ledamöter i det ständiga utskottet är markerade med kursiv stil:
1. Cai Qi, partichef i Peking;
2. Chen Min'er, partichef i Chongqing;
3. Chen Quanguo, partichef i Xinjiang;
4. Chen Xi, chef för partiets organisationsavdelning;
5. Ding Xuexiang, chef för partiets allmänna kontor;
6. Guo Shengkun, sekreterare i partiets centrala politiska och rättsliga kommission;
7. Han Zheng, förste vice premiärminister;
8. Hu Chunhua, vice premiärminister;
9. Huang Kunming, propagandachef;
10. Li Hongzhong, partichef i Tianjin;
11. Li Keqiang, partisekreterare i Folkrepubliken Kinas statsråd och premiärminister;
12. Li Qiang, partichef i Shanghai;
13. Li Xi, partichef i Guangdong;
14. Li Zhanshu, ordförande i Nationella folkkongressens ständiga utskott;
15. Liu He, vice premiärminister;
16. Sun Chunlan, vice premiärminister;
17. Wang Chen, vice ordförande i Nationella folkkongressens ständiga utskott;
18. Wang Huning, förste sekreterare i sekretariatet för Kinas kommunistiska parti;
19. Wang Yang, ordförande i Kinesiska folkets politiskt rådgivande konferens;
20. Xi Jinping, generalsekreterare för Kinas kommunistiska parti, Folkrepubliken Kinas president, ordförande i centrala militärkommissionen;
21. Xu Qiliang,  vice ordförande i centrala militärkommissionen;
22. Yang Jiechi, chef för kontoret för utrikes ärenden;
23. Yang Xiaodu, chef för nationella övervakningskommissionen;
24. Zhang Youxia, vice ordförande i centrala militärkommissionen;
25. Zhao Leji, chef för centrala kommissionen för disciplininspektion.

## Ledamöter i den 18:e politbyrån (2012-2017)

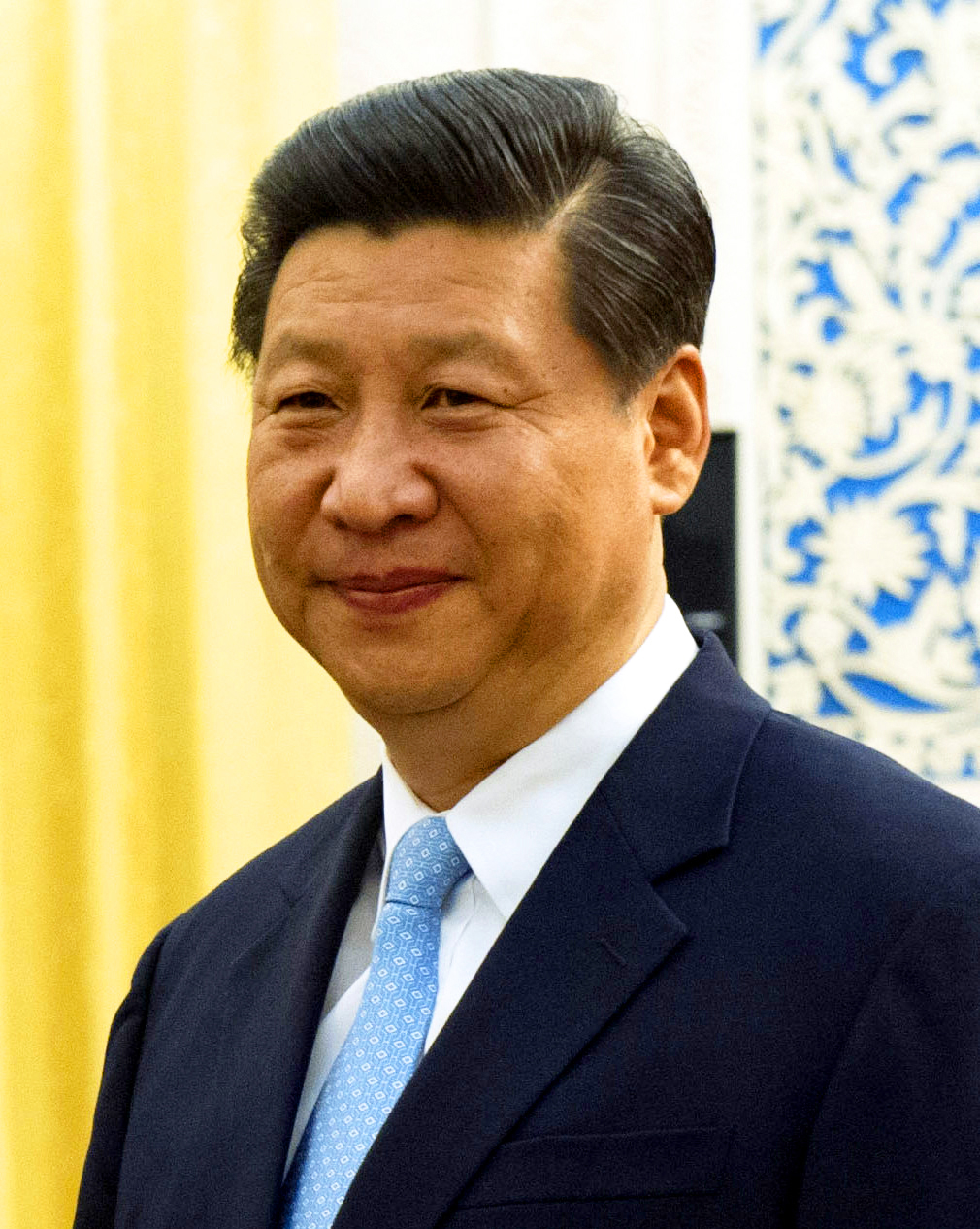
Xi Jinping.

I alfabetisk ordningsföljd, ledamöter i det ständiga utskottet är markerade med kursiv stil:
1. Fan Changlong, general, vice ordförande i Centrala militärkommissionen;
2. Guo Jinlong, partichef i Peking
3. Han Zheng, Shanghais borgmästare.
4. Hu Chunhua, partichef i Inre Mongoliet;
5. Li Jianguo, vice ordförande och generalsekreterare för Nationella folkkongressen;
6. Li Keqiang, vice premiärminister med ansvar för Nationella kommissionen för utveckling och reform, blivande premiärminister;
7. Li Yuanchao, chef för Centrala organisationsavdelningen;
8. Li Zhanshu, chef för Centralkommitténs allmänna kontor.
9. Liu Qibao, partichef i Sichuan;
10. Liu Yandong, statsråd;
11. Liu Yunshan, propagandachef;
12. Ma Kai, statsråd och generalsekreterare för Folkrepubliken Kinas statsråd;
13. Meng Jianzhu, Minister för offentlig säkerhet och politisk kommissarie för Folkets beväpnade polis;
14. Sun Chunlan, partichef i Fujian;
15. Sun Zhengcai, partichef i Jilin;
16. Wang Huning, sekreterare i kommunistpartiets centralsekretariat;
17. Wang Qishan, vice premiärminister med ansvar för ekonomiska frågor;
18. Wang Yang, partichef i Guangdong;
19. Xi Jinping, generalsekreterare, ordförande i centrala militärkommissionen, blivande president i Folkrepubliken Kina;
20. Xu Qiliang, general, vice ordförande i Centrala militärkommissionen;
21. Yu Zhengsheng, partichef i Shanghai;
22. Zhang Chunxian, partichef i Xinjiang och förste politiske kommissarie i Produktions- och konstruktionskåren i Xinjiang;
23. Zhang Dejiang, vice premiärminister med ansvar för industri och transport, partisekreterare i Chongqing, blivande ordförande i Nationella folkkongressens ständiga utskott;
24. Zhang Gaoli, partichef i Fujian;
25. Zhao Leji, partichef i Shaanxi.

## Ledamöter i den 17:e politbyrån (2007-2012)

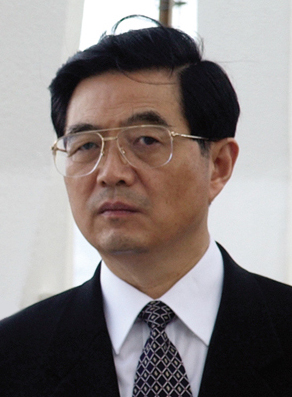
Hu Jintao

Ledamöter i det ständiga utskottet är kursiverade. I kinesisk alfabetisk ordningsföljd (streckordningen i efternamnet):
1. Xi Jinping, högst rankad medlem i partisekreteriatet
2. Wang Gang, ställföreträdande talman i Kinesiska folkets politiskt rådgivande konferens
3. Wang Lequan, partichef i Xinjiang
4. Wang Zhaoguo, ställföreträdande talman i den Nationella folkkongressen
5. Wang Qishan, vice premiärminister
6. Hui Liangyu, vice premiärminister
7. Liu Qi, partichef i Peking
8. Liu Yunshan, media- och kommunikationsminister, sekreterare i det kinesiska kommunistpartiets centrala sekretariat
9. Liu Yandong, ledamot i statsrådet
10. Li Changchun, propagandachef
11. Li Keqiang, vice premiärminister
12. Li Yuanchao, chef för centralkommitténs organisationsdepartement
13. Wu Bangguo, ordförande i den Nationella folkkongressen ständiga utskott
14. Wang Yang, partichef i Guangdong
15. Zhang Gaoli, partichef i Tianjin
16. Zhang Dejiang, vice premiärminister
17. Zhou Yongkang, ordförande för partiets politisk-rättsliga kommission.
18. Hu Jintao, generalsekreterare, president
19. Yu Zhengsheng, partichef i Hubei
20. He Guoqiang, chef för partiets centrala kommission för disciplininspektion.
21. Jia Qinglin, talman i det Kinesiska folkets politiskt rådgivande konferens
22. Xu Caihou, vice ordförande i Centrala militärkommissionen
23. Guo Boxiong, Centrala militärkommissionen verkställande vice ordförande
24. Wen Jiabao, premiärminister
25. Bo Xilai, partichef i Chongqing (avsatt i april 2012, utesluten ur partiet september samma år).

## Ledamöter i den 16:e politbyrån (2002-2007)

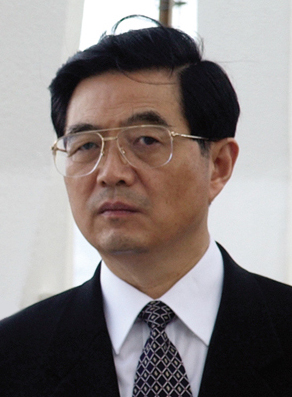
Hu Jintao

1. Wang Lequan, ny, partisekreterare i Xinjiang
2. Wang Zhaoguo, ny, vice ordförande i den Nationella folkkongressen ständiga utskott, ordförande för den allkinesiska fackföreningsfederationen
3. Hui Liangyu, ny, vice premiärminister
4. Liu Qi, ny, partisekreterare i Peking
5. Liu Yunshan, ny, partiets propagandachef
6. Li Changchun
7. Wu Yi, vice premiärminister
8. Wu Bangguo, ordförande för den Nationella folkkongressens ständiga utskott
9. Wu Guanzheng, ledare för Centralkommissionen för disciplininspektion
10. Zhang Lichang, ny
11. Zhang Dejiang, ny, partisekreterare i Guangdong
12. Chen Liangyu, ny, (suspenderad 2006)
13. Luo Gan, ordförande i partiets Politisk-rättsliga kommission
14. Zhou Yongkang, ny, ledare för Ministeriet för offentlig säkerhet
15. Hu Jintao, president, generalsekreterare
16. Yu Zhengsheng, ny, partisekreterare i Hubei
17. He Guoqiang, ny, ledare för partiets organisationsavdelning
18. Jia Qinglin, ordförande för Det kinesiska folkets politiskt rådgivande konferens
19. Guo Boxiong, ny, vice ordförande i den Centrala militärkommissionen
20. Huang Ju (avliden 2 juni 2007)
21. Cao Gangchuan, ny, försvarsminister
22. Zeng Qinghong, vicepresident, rektor för centrala partiskolan
23. Zeng Peiyan, ny, vice premiärminister
24. Wen Jiabao, premiärminister
25. Wang Gang, ny, (suppleant)

## Ledamöter i den 15:e politbyrån (1997-2002)

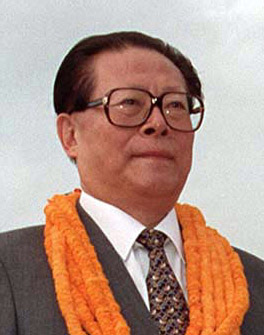
Jiang Zemin

1. Ding Guan'gen
2. Tian Jiyun
3. Zhu Rongji
4. Jiang Zemin
5. Li Peng
6. Li Changchun, ny
7. Li Lanqing
8. Li Tieying
9. Li Ruihuan
10. Wu Bangguo
11. Wu Guanzheng, ny
12. Chi Haotian, ny
13. Zhang Wannian, ny
14. Luo Gan, ny
15. Hu Jintao
16. Jiang Chunyun
17. Jia Qinglin, ny
18. Qian Qichen
19. Huang Ju, ny
20. Wei Jianxing
21. Wen Jiabao, ny
22. Xie Fei (avliden 27 oktober 1999)
23. Zeng Qinghong (suppleant), ny
24. Wu Yi (suppleant), ny

## Ledamöter i den 14:e politbyrån (1992-1997)
1. Ding Guangen (丁关根), ny
2. Tian Jiyun　(田纪云)
3. Zhu Rongji　(朱镕基), ny
4. Qiao Shi　(乔石)
5. Liu Huaqing (刘华清), ny
6. Jiang Zemin　(江泽民)
7. Li Peng　(李鹏)
8. Li Lanqing (李岚清), ny
9. Li Tieying (李铁映)
10. Li Ruihuan (李瑞环)
11. Yang Baibing　(杨白冰), ny
12. Wu Bangguo (吴邦国), ny
13. Zou Jiahua (邹家华), ny

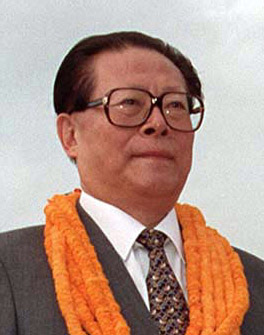
Jiang Zemin

14. Chen Xitong　(陈希同), ny, avlägsnad efter korruptionsanklagelser 1995
15. Hu Jintao　(胡锦涛), ny
16. Jiang Chunyun (姜春云), ny
17. Qian Qichen (钱其琛), ny
18. Wei Jianxing (尉健行), ny
19. Xie Fei　(谢非), ny
20. Tan Shaowen (谭绍文), ny

## Ledamöter i den 13:e politbyrån (1987-1992)
1. Wan Li (万里)
2. Tian Jiyun (田纪云), ny
3. Qiao Shi (乔石), ny
4. Jiang Zemin (江泽民), ny
5. Li Peng (李鹏), ny
6. Li Tieying (李铁映), ny
7. Li Ruihuan (李瑞环), ny
8. Li Ximing (李锡铭), ny
9. Yang Rudai (杨汝岱), ny
10. Yang Shangkun (杨尚昆)
11. Wu Xueqian (吴学谦), ny
12. Song Ping (宋平), ny

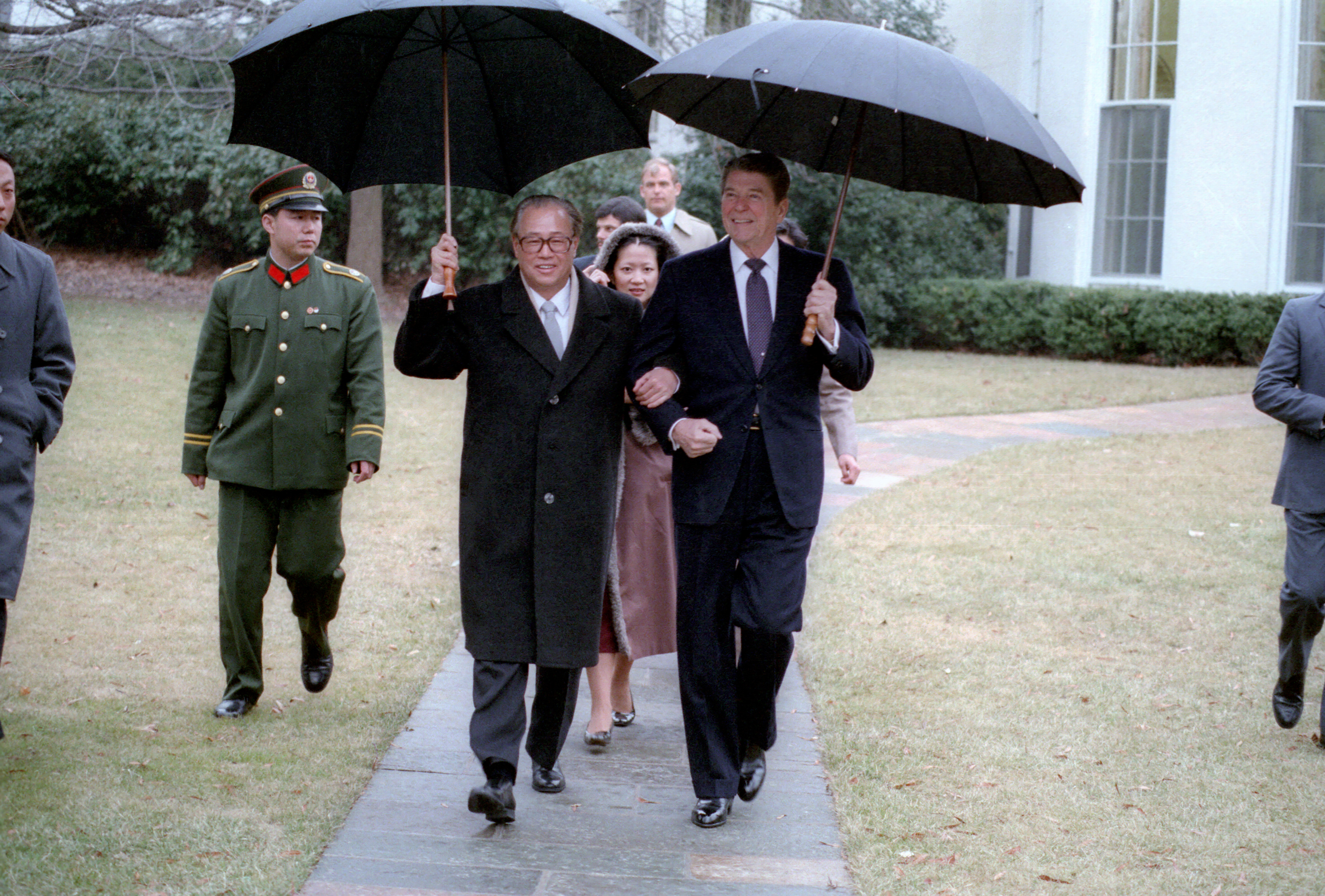
Zhao Ziyang, 1984

13. Zhao Ziyang (赵紫阳), avlägsnad efter protesterna på Himmelska fridens torg 1989
14. Hu Qili (胡启立), ny, avlägsnad efter protesterna på Himmelska fridens torg 1989
15. Hu Yaobang (胡耀邦), avliden april 1989
16. Yao Yilin (姚依林), ny
17. Qin Jiwei (秦基伟), ny

## Ledamöter i den tolfte politbyrån (1982-1987)

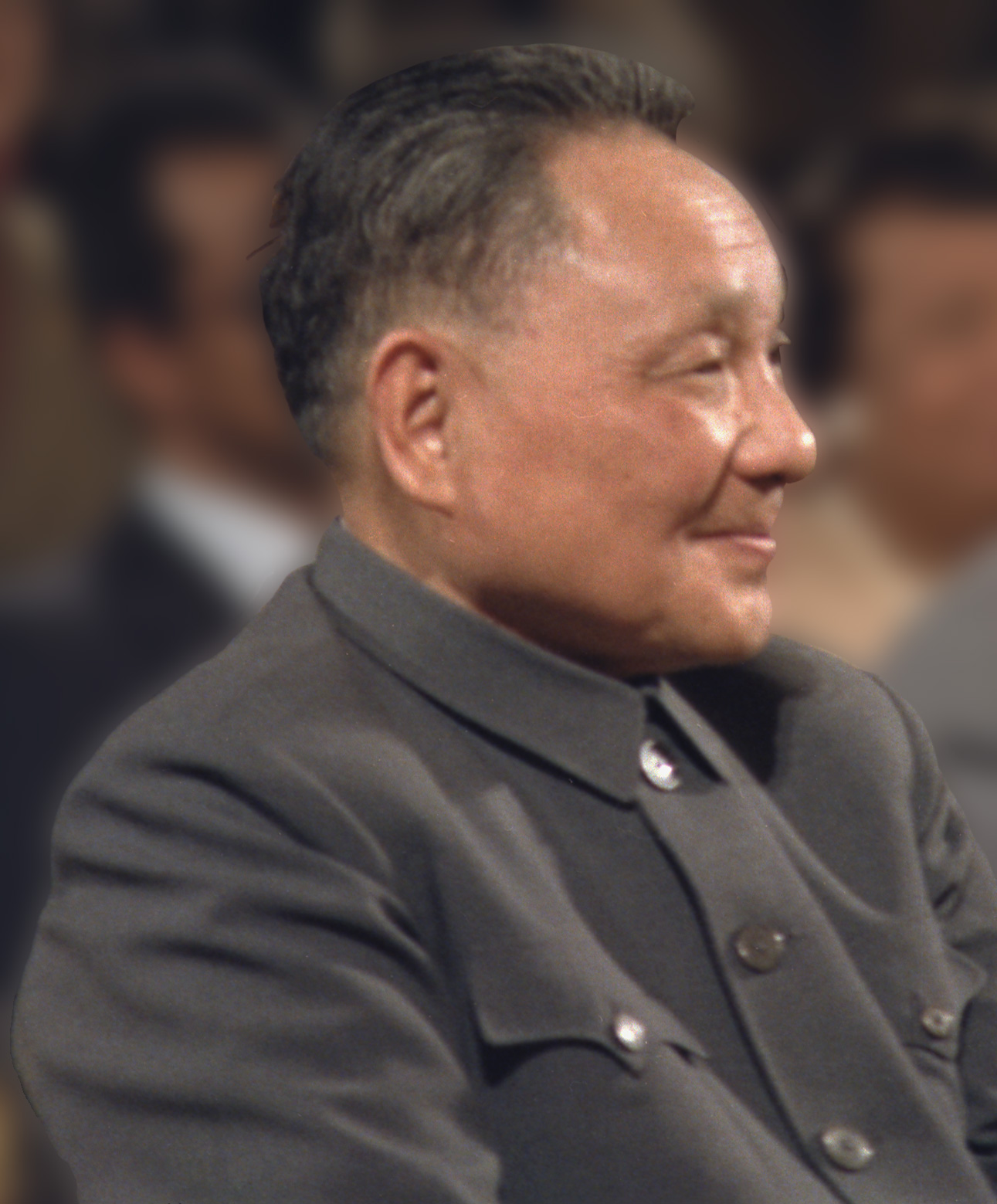
Deng Xiaoping

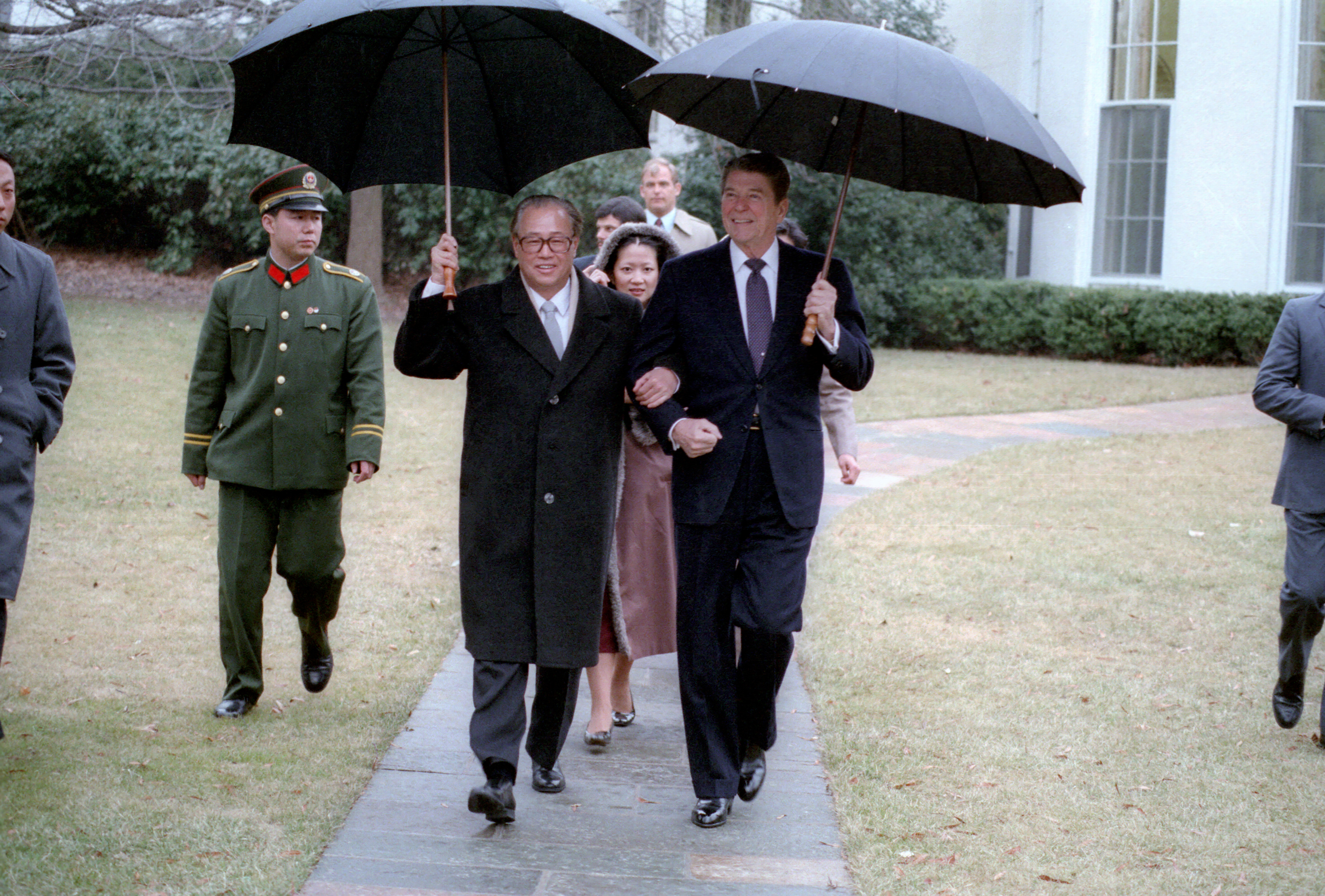
Zhao Ziyang, 1984

1. Wan Li (万里), ny
2. Xi Zhongxun (习仲勋), ny
3. Wang Zhen (王震)
4. Wei Guoqing (韦国清)
5. Ulanhu (乌兰夫)
6. Fang Yi (方毅)
7. Deng Xiaoping (邓小平)
8. Deng Yingchao (邓颖超)
9. Ye Jianying (叶剑英)
10. Li Xiannian (李先念)
11. Li Desheng (李德生)
12. Yang Shangkun (杨尚昆), ny
13. Yang Dezhi (杨得志), ny
14. Yu Qiuli (余秋里)
15. Song Renqiong (宋任穷), ny
16. Zhang Tingfa (张廷发)
17. Chen Yun (陈云)
18. Zhao Ziyang (赵紫阳), ny
19. Hu Qiaomu (胡乔木), ny
20. Hu Yaobang (胡耀邦)
21. Nie Rongzhen (聂荣臻)
22. Ni Zhifu (倪志福)
23. Xu Xiangqian (徐向前)
24. Peng Zhen (彭真)
25. Liao Chengzhi (廖承志), ny

## Ledamöter i den elfte politbyrån (1977-1982)

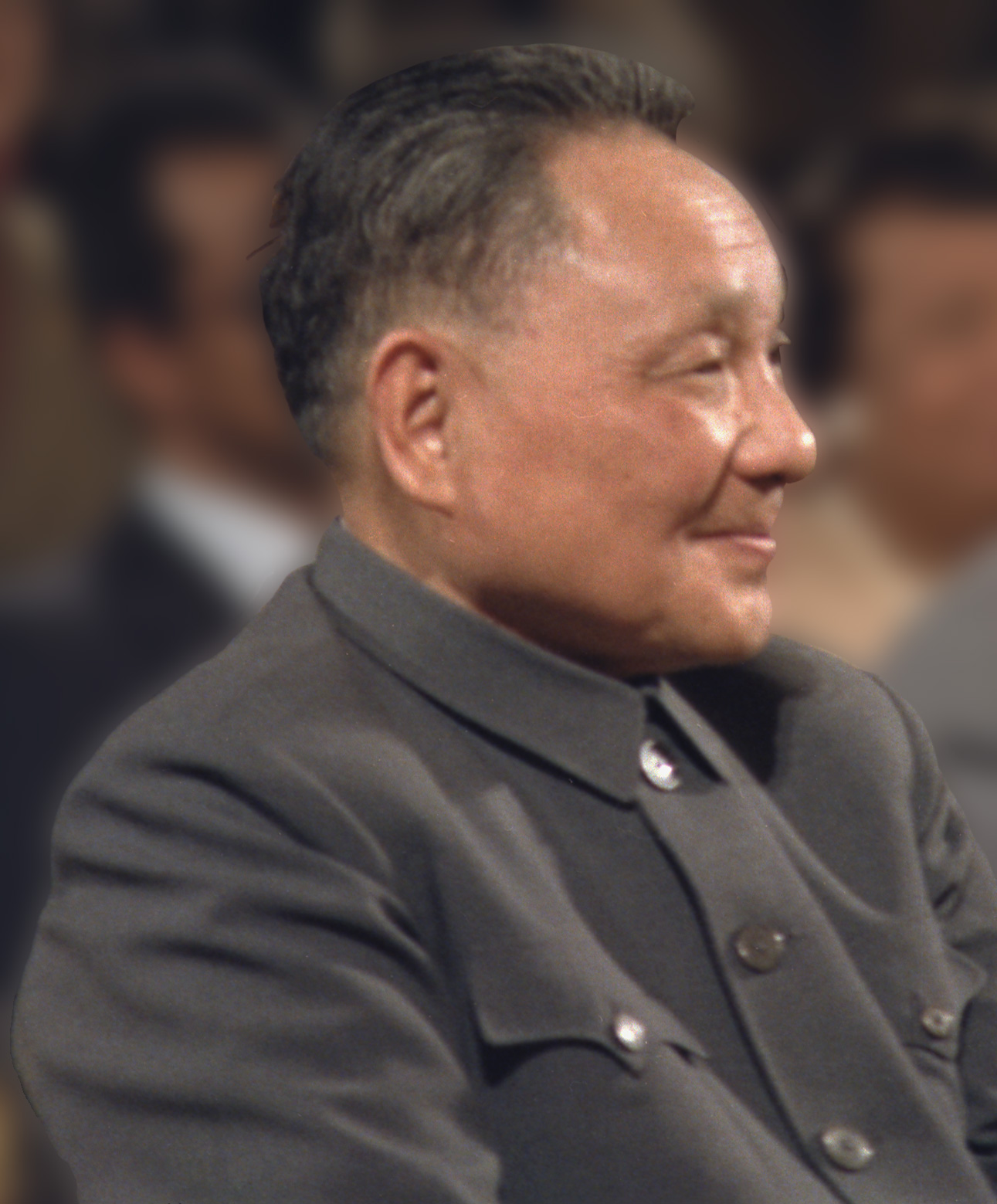
Deng Xiaoping

- Hua Guofeng (华国锋)

De övriga arrangerade enligt streckordningen i familjenamnet:
1. Wang Zhen (från 1978), ny
2. Wei Guoqing (韦国清)
3. Ulanhu (乌兰夫)
4. Fang Yi (方毅), ny
5. Deng Xiaoping　(邓小平)
6. Deng Yingchao (från 1978), ny
7. Ye Jianying　(叶剑英)
8. Liu Bocheng　(刘伯承)
9. Xu Shiyou (许世友)
10. Ji Dengkui (纪登奎) (1977-1980)
11. Su Zhenhua (苏振华), ny
12. Li Xiannian (李先念)
13. Li Desheng (李德生)
14. Wu De (吴德) (1977-1980)
15. Yu Qiuli (余秋里), ny
16. Wang Dongxing　(汪东兴) (1977-1980)
17. Zhang Tingfa　(张廷发), ny
18. Chen Yonggui　(陈永贵)
19. Chen Yun (från 1978)
20. Chen Xilian　(陈锡联) (1977-1980)
21. Zhao Ziyang (från 1979)
22. Hu Yaobang (från 1978), ny
23. Geng Biao　(耿飚), ny
24. Nie Rongzhen　(聂荣臻), ny
25. Ni Zhifu (倪志福), ny
26. Xu Xiangqian　(徐向前), ny
27. Peng Zhen (från 1979)
28. Peng Chong　(彭冲), ny

## Ledamöter i den tionde politbyrån (1973-1977)
1. Mao Zedong (毛泽东) (avled 1976)
2. Wang Hongwen (王洪文), ny (arresterad 1976)
3. Wei Guoqing (韦国清), ny
4. Ye Jianying (叶剑英)
5. Liu Bocheng (刘伯承)
6. Jiang Qing (江青) (arresterad 1976)
7. Zhu De (朱德) (avled 1976)
8. Xu Shiyou (许世友)
9. Hua Guofeng (华国锋)
10. Ji Dengkui (纪登奎)
11. Wu De (吴德), ny
12. Wang Dongxing (汪东兴)
13. Chen Yonggui (陈永贵), ny
14. Chen Xilian (陈锡联)
15. Li Xiannian (李先念)
16. Li Desheng (李德生)
17. Zhang Chunqiao (张春桥) (arresterad 1976)
18. Zhou Enlai (周恩来) (avled 1976)
19. Yao Wenyuan (姚文元) (arresterad 1976)
20. Kang Sheng (康生) (avled 1975)
21. Dong Biwu (董必武)

## Ledamöter i den nionde politbyrån (1969-1973)
1. Mao Zedong
2. Lin Biao (avled 1971)

De övriga arrangerade enligt streckordningen i familjenamnet:
1. Ye Qun (叶群), ny (avled 1971)
2. Ye Jianying　(叶剑英), ny
3. Liu Bocheng　(刘伯承)
4. Jiang Qing　(江青), ny
5. Zhu De (朱德)
6. Xu Shiyou (许世友), ny
7. Chen Boda　(陈伯达), (föll i onåd 1970)
8. Chen Xilian　(陈锡联), ny
9. Li Xiannian　(李先念)
10. Li Zuopeng　(李作鹏), ny (arresterad 1971)
11. Wu Faxian　(吴法宪), ny (arresterad 1971)
12. Zhang Chunqiao　(张春桥), ny
13. Qiu Huizuo　(邱会作), ny (arresterad 1971)
14. Zhou Enlai　(周恩来)
15. Yao Wenyuan　(姚文元), ny
16. Kang Sheng (康生)
17. Huang Yongsheng (黄永胜), ny (arresterad 1971)
18. Dong Biwu　(董必武)
19. Xie Fuzhi　(谢富治), ny (avled 1972)

Alternerande ledamöter:
1. Ji Dengkui (纪登奎), ny
2. Li Xuefeng　(李雪峰), ny
3. Li Desheng　(李德生), ny
4. Wang Dongxing　(汪东兴), ny

## Ledamöter i den åttonde politbyrån (1956-1969)

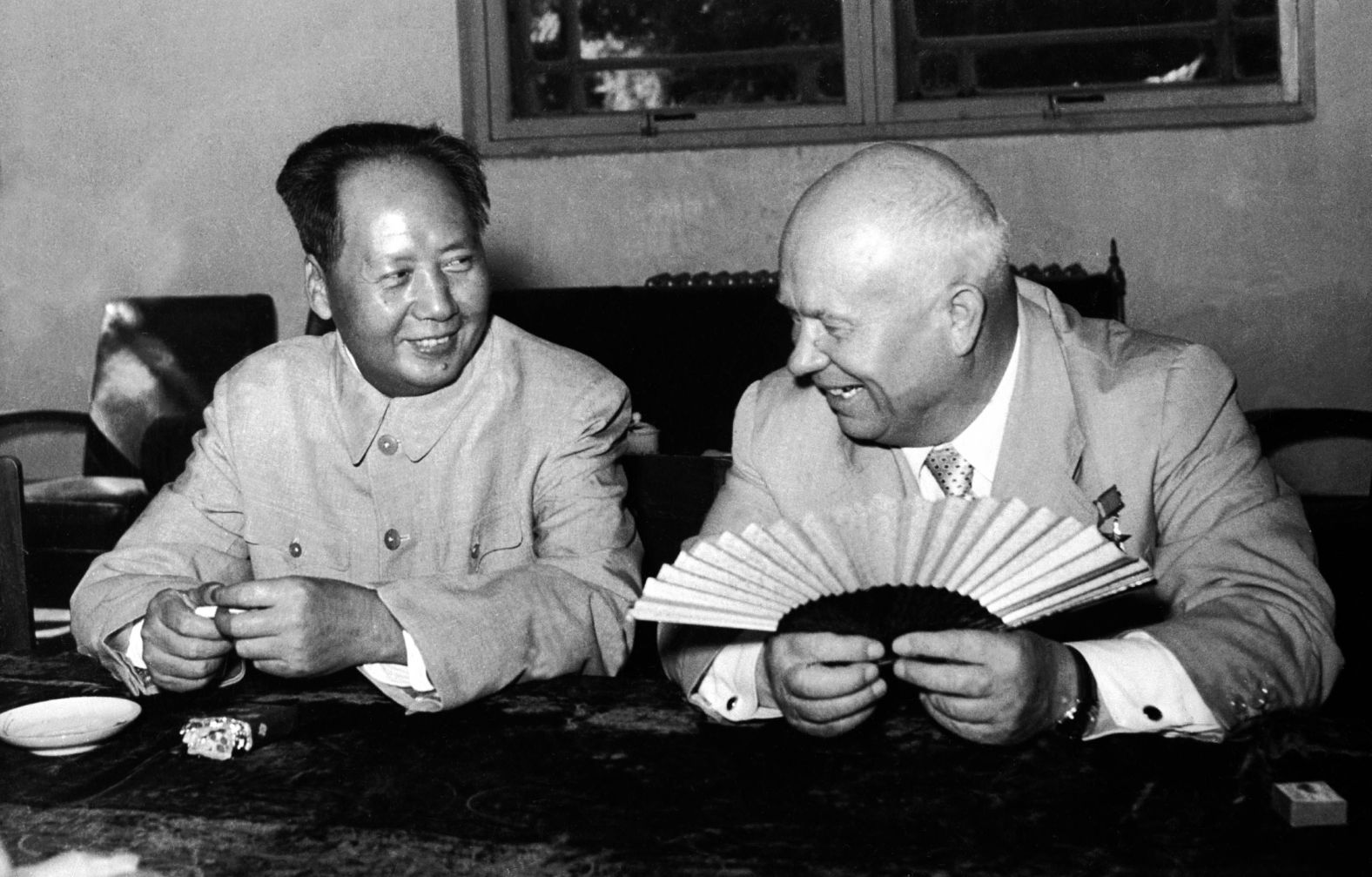
Mao Zedong, 1958

Flera av politbyråns medlemmar avsattes vid politbyråns utökade möte i maj 1966 och vid centralkommitténs elfte plenum i augusti samma år, då kulturrevolutionen inleddes.
1. Mao Zedong（毛泽东）
2. Liu Shaoqi（刘少奇） (degraderad i augusti 1966, utesluten ur partiet 1968)
3. Zhou Enlai（周恩来）
4. Zhu De（朱德）
5. Chen Yun（陈云）
6. Deng Xiaoping（邓小平） ny (avsatt 1966)
7. Lin Biao（林彪） ny
8. Lin Boqu
9. Dong Biwu（董必武）
10. Peng Zhen（彭真） (avsatt i maj 1966)
11. Luo Ronghuan ny
12. Chen Yi（陈毅） ny (avsatt 1966)
13. Li Fuchun（李富春） ny
14. Peng Dehuai（彭德怀） (avsatt 1959)
15. Liu Bocheng (刘伯承), ny
16. He Long（贺龙） ny (avsatt 1966)
17. Li Xiannian（李先念） ny

Alternerande ledamöter:
1. Ulanhu（乌兰夫） ny
2. Zhang Wentian（张闻天）
3. Lu Dingyi（陆定一） ny
4. Chen Boda（陈伯达） ny
5. Kang Sheng（康生） (invald i politbyråns ständiga utskott 1966)
6. Bo Yibo ny

## Ledamöter i den sjunde politbyrån (1945-1956)
I politisk rangordning
1. Mao Zedong
2. Zhu De, ny
3. Liu Shaoqi, ny
4. Zhou Enlai
5. Ren Bishi, ny
6. Chen Yun, ny
7. Kang Sheng, ny
8. Gao Gang, ny
9. Peng Zhen, ny
10. Dong Biwu, ny
11. Lin Boqu, ny
12. Zhang Wentian, ny
13. Peng Dehuai, ny

## Ledamöter i den sjätte politbyrån (1928-)

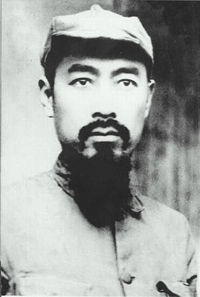
Zhou Enlai, 1940

I politisk rangordning
1. Su Zhaozheng (苏兆征)
2. Xiang Ying (项英), ny
3. Zhou Enlai (周恩来)
4. Xiang Zhongfa, ny
5. Qu Qiubai (瞿秋白)
6. Cai Hesen (蔡和森) (död 1931)
7. Zhang Guotao (张国焘)

Alternerande ledamöter
I politisk rangordning
1. Guan Xiangying (关向应), ny
2. Li Lisan (李立三)
3. Luo Dengxian (罗登贤), ny
4. Peng Pai (彭湃), ny
5. Yang Yin (杨殷), ny
6. Lu Futan (卢福坦), ny
7. Xu Xigen (徐锡根), ny

## Ledamöter i den femte politbyrån (1927-1928)

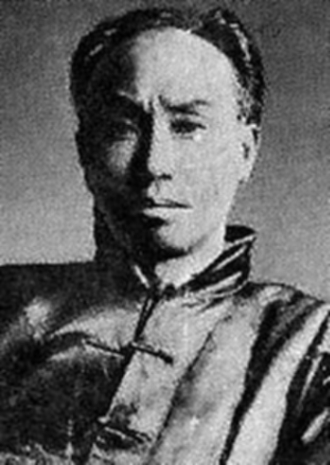
Chen Duxiu

I politisk rangordning
1. Chen Duxiu (陈独秀)
2. Cai Hesen (蔡和森)
3. Li Weihan (李维汉), ny
4. Qu Qiubai (瞿秋白)
5. Zhang Guotao (张国焘)
6. Tan Pingshan (谭平山)
7. Li Lisan (李立三), ny
8. Zhou Enlai (周恩来), ny

Alternerande ledamöter
I politisk rangordning
1. Su Zhaozheng (苏兆征), ny
2. Zhang Tailei (张太雷), ny

## Ledamöter i den fjärde politbyrån (1925-1927)

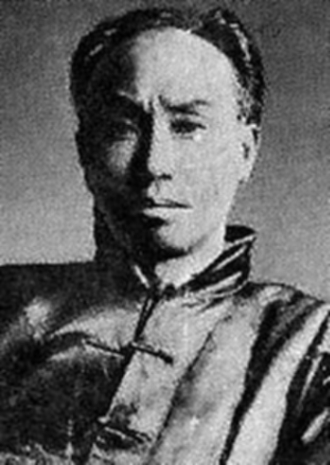
Chen Duxiu

1. Chen Duxiu, generalsekretær
2. Peng Shuzhi (彭述之), ny
3. Zhang Guotao
4. Cai Hesen
5. Qu Qiubai, ny

## Ledamöter i den tredje politbyrån (1923-1924)
1. Chen Duxiu
2. Cai Hesen (蔡和森), ny
3. Mao Zedong, ny
4. Luo Zhanglong (罗章龙), ny

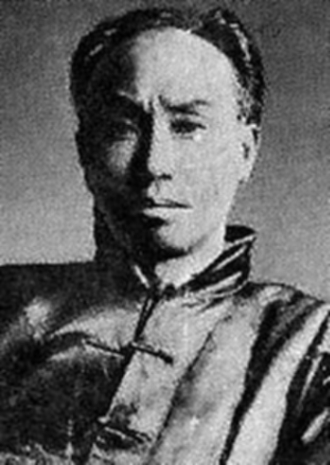
Chen Duxiu

5. Tan Pingshan (谭平山), ny, senare ändrat till Wang Hebo (王荷波)

## Ledamöter i den första politbyrån (1921)
1. Chen Duxiu, sekreterare

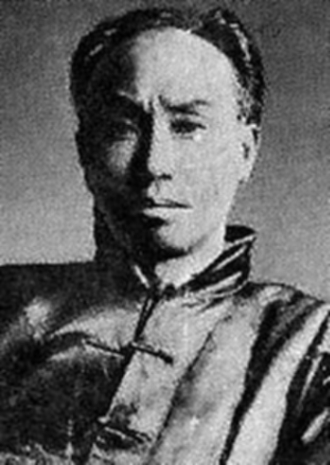
Chen Duxiu

2. Zhang Guotao, organisationssekreterare
3. Li Da (李达), propagandadirektör

Den här artikeln är helt eller delvis baserad på material från norska Wikipedia (bokmål/riksmål), Politbyrået for sentralkomiteen for det kinesiske kommunistparti, 24 maj 2009.